# Mixcoac

Lage von Mixcoac vor der Conquista

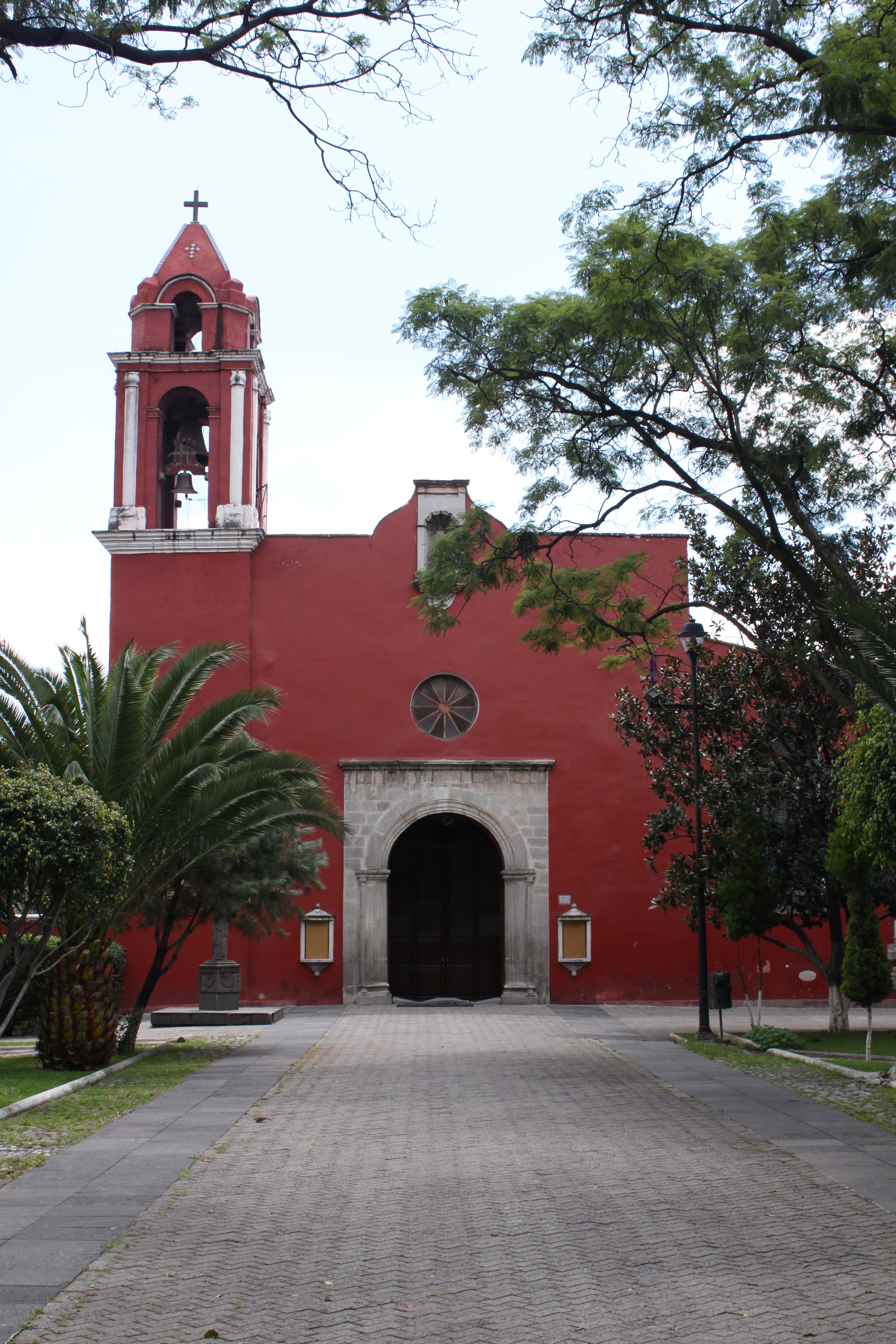
Kirche Santo Domingo de Guzmán

Mixcoac ist ein Wohnbezirk (spanisch: colonia) in Mexiko-Stadt und Teil des Stadtbezirkes (Delegación) Benito Juárez.
Der Bezirk ist weiter unterteilt in die Viertel Nonoalco, San Juan, Extremadura Insurgentes, Mixcoac und Insurgentes Mixcoac. Im Norden wird Mixcoac begrenzt durch die Straßen San Antonio, Holbein und Porfirio Díaz; im Osten durch die Avenida de los Insurgentes; im Süden durch die Avenidas Río Mixcoac und Molinos; im Westen durch den Anillo Periférico: Boulevard Adolfo López Mateos.
Der Name Mixcoac bezieht sich auch auf einen Fluss, den Río Mixcoac.
Im Viertel befindet sich eine Station der U-Bahn von Mexiko-Stadt mit ebensolchem Namen Mixcoac.

## Geschichte
Mixcoac stammt aus dem Nahuatl (mixtli (Wolke), coatl (Schlange), co (im)) und bedeutet in etwa Wolkenschlange oder Ort der Wolkenschlange und deutet auf die Milchstraße hin. In vorkolumbianischer Zeit war Mixcoac eine Siedlung am Rand des Texcoco-Sees, der einen großen Teil des Tals von Mexiko ausgefüllt hatte.
Nach der Conquista blieb Mixcoac zunächst eine alleinstehende Siedlung, wie die Nachbarsiedlungen Tacubaya, San Ángel und Coyoacán eingebettet in landwirtschaftliche Flächen (Ranchos). Durch die Ausbreitung von Mexiko-Stadt im 20. Jahrhundert wurden die alten Siedlungskerne schließlich in Mexiko-Stadt eingegliedert.

## Persönlichkeiten
Zu bekannten ehemaligen Bewohnern von Mixcoac gehören:
- Der Schriftsteller und Literaturnobelpreisträger Octavio Paz
- Der Chemiker und Erfinder der Antibabypille Luis E. Miramontes

Koordinaten: 19° 22′ 33,9″ N, 99° 11′ 15,5″ W